# Венера (богиња)
Венера је била римска богиња љубави, лепоте, секса, плодности и благостања. У римској митологији била је мајка римског народа преко њеног сина, Енеје, који је преживео пад Троје и избегао у Италију. Велики римски војсковођа, политичар и писац Јулије Цезар тврдио је да његов род води порекло од Марса и Венере. Венера је била централна фигура многих верских празника, а у римској религији је поштована под бројним култним називима.
Код Римљана су митови и иконографија Венериног грчког пандана Афродите прерађивани за потребе римске уметности и књижевности на латинском језику. У каснијој класичној традицији на Западу, Венера је постала једно од најчешће навођених божанстава из грчко-римске митологије као отелотворење љубави и сексуалности.

## Име
У граматичкој традицији предложено је низ различитих етимологија имена Венера. М. Теренције Варон Реаћанин одбацује етимологију од глагола vincere и уместо тога предлаже етимологију од глагола vincire: „Мушкарац представља ватру, пошто се код њега налази семе, а жена воду, пошто се плод рађа из њене влаге, а сила која их спаја (vinctionis vis) јесте љубав (Venus). Вергилијев коментатор, Мавро Сервије Хонорат, заступа мишљење да Venus долази од venia (опроштај): „Неки кажу да се Венера зове тако због њене спремности на опроштај (venia).“ Утицајни хришћански филозоф и епископ хипонски, Августин, наклоњен је етимологији од vis: „Каже се да је Венера тако названа зато што жена, сем ако се над њом не примени сила (vis), не престаје да буде девица.“ То исто прихвата и архиепископ севиљски Исидор. Поистовећујући Венеру са разблудним животом у својим Митологијама, Фулгенције додаје: „Док једни Венеру тумаче по епикурејцима као добру ствар, други је тумаче по стоицима као испразну ствар (vanam rem).“ Име је довођено у везу и са глаголом venire, што је посведочено код познатог римског државника, књижевника и беседника М. Тулија Цицерона. Говорећи о Венери, он овако објашњава порекло њеног имена: „Венеру (Venerem) су наши саплеменици назвали тако зато што је по мишљењу истих она богиња којој је полазило за руком да дође до свих ствари (quae ... dea ad res omnes veniret). “ Његово мишљење прихватио је и Арнобије. Ова етимологија управо потврђује да се глагол venire може схватити и у еротском контексту. То се лепо може видети и на овом месту из Овидијевих Метаморфоза, где се песник опредељује за етимологију Венериног имена од глагола .
Међутим, на једном другом месту поред глагола venere, који алудира на богињино изостављено име, Овидије употребљава и именицу vinclis. Дакле, код њега није искључена ни етимологија од глагола .

## Богиња башта
Први експлицитни помен Венере у римској књижевности датира из средине 3. века п. н. е. када је Гнеј Невије искористио њено име у пренесеном значењу.
Разуме се да овде Церера означава хлеб, Нептун рибе, а Венера поврће.
Венерина веза са баштама може бити резултат првобитне примене речи venus у значењу „жељена ствар“ или „пожељна ствар“ за баштенске производе.
Ова веза имала је одјека у 2. веку п. н. е. када је комичар Тит Макције Плаут назвао Венеру заштитницом башта. Варон је написао да су узгајивачи поврћа празновали 19. августа зато што је на тај дан храм посвећен Венери, којој су били посвећене баште. У свом сажетку дела Марка Верија Флака научника из првог века, Секст Помпеј Фест (2. или 3. век) експлицитно наводи да су баште биле под будном Венерином заштитом. Ови пасажи могли би, како се чини, да сугеришу да је Венера првобитно била римска богиња повртњака.

## Митологија
У почетку, Венера је била богиња пролећа и тек пробуђене природе, али се под великим утицајем грчке Афродите у јужним деловима Италије и на Сицилији, претворила у богињу љубави и лепоте. За разлику од Афродите Венерин отац је био бог неба Целус, а посебно поштовање Венера је имала у доба владавине Цезара и Августа, јер су они сматрани директним потомцима Венере.
Као и код већине великих богова и богиња у римској митологији, књижевни концепт Венере покривен је свеобухватним позајмицама из књижевне грчке митологије од њеног пандана, Афродите, али са значајним изузецима. У делу латинске митологије, Купидон је био син Венере и Марса, бога рата. У другим временима, или у паралелним митовима и теологијама, Венера је схватана као супруга Вулкана или као мајка „другог Купидона“, чији је отац био Меркур. Вергилије, у част његовог заштитника Августа и рода Јулије, улепшао постојећу везу између Венере, коју је Јулије Цезар усвојио као своју заштитницу, и тројанског принца Енеје, избеглице од уништења Троје и евентуалног претка римског народа. Вергилијевог Енеја води у Лациј Венера у њеном небеском облику, јутарња звезда, која блиста пред њим на дневном небу; много касније, она уздиже Цезарову душу на небо. У Овидијевим Фастима Венера је дошла у Рим јер је „више волела да је обожавају у граду сопственог потомства“. У Вергилијевом поетском извештају о Октавијановој победи у поморској Bици код Акцијума, будући цар је у савезу са Венером, Нептуном и Минервом. Октавијанови противници, Антоније, Клеопатра и Египћани, потпомогнути бизарним и бескорисним египатским божанствима попут Анубиса који „лаје“, губе битку.

## Венери у част
Венери у част на Форуму јој је био подигнут храм кога јој је посветио Цезар као „Венери Родитељки“, и то после битке код Фарсала, 48. године п. н. е.
Венера је, заједно са богињом Ромом имала заједнички храм недалеко од Колосеума. То је био највећи храм античког Рима - двоструки храм под једним кровом (110х53 метра). Храм је подигао цар Хадријан 121. године п. н. е., а на његовим остацима је у 12. веку саграђен храм Santa Francesca Romana, са чувеним звоником.